# Scytalium tentaculatum
Scytalium tentaculatum är en korallart som beskrevs av Rudolf Albert von Kölliker 1880. Scytalium tentaculatum ingår i släktet Scytalium och familjen Virgulariidae. Inga underarter finns listade i Catalogue of Life.